# Henry Gabriels
Henry Gabriels (* 6. Oktober 1838 in Wannegem-Lede, Kruishoutem, Provinz Ostflandern, Belgien; † 23. April 1921 in Ogdensburg, New York, USA) war Bischof von Ogdensburg.

## Leben
Henry Gabriels besuchte die Schule in Oudenaarde. Er studierte Philosophie am Priesterseminar in Saint-Nicolas und Katholische Theologie am Priesterseminar in Gent. Er empfing am 21. September 1861 das Sakrament der Priesterweihe. 1864 erwarb Henry Gabriels an der Université catholique de Louvain ein Lizenziat im Fach Katholische Theologie.
Henry Gabriels wurde durch den Bischof von Gent, Lodewijk-Jozef Delebecque, zur Unterstützung des Erzbischofs von New York in die Vereinigten Staaten entsandt. Im Oktober 1864 wurde er Professor für Dogmatik am St. Joseph’s Seminary in Troy und ab 1870 zudem für Geschichte des Christentums. Von 1871 bis 1892 war Henry Gabriels Regens des Priesterseminars St. Joseph’s Seminary. Zudem war Gabriels, der gut Deutsch sprach, lange Jahre der Seelsorger der deutschsprachigen Katholiken in Poestenkill (östlich von Troy) und in Sand Lake (östlich von Albany).
Im Februar 1882 ernannte die Katholische Universität Löwen Henry Gabriels zum Ehrendoktor der Theologie.
Am 15. Januar 1892 ernannte Papst Leo XIII. Henry Gabriels zum Bischof von Ogdensburg. Der Erzbischof von New York, Michael Augustine Corrigan, spendete ihm am 5. Mai desselben Jahres die Bischofsweihe; Mitkonsekratoren waren der Bischof von Albany, Francis McNeirny, und der Bischof von Syracuse, Patrick Anthony Ludden.

## Schriften
- Rudiments of the Hebrew Grammar, translated from the seventh Latin edition of Vosen-Kaulen’s „Rudimenta“. B. Herder publisher, St Louis 1888 (Übersetzung von Christian Vosen, Franz Kaulen: Rudimenta linguae hebraicae: scholis publicis et domesticae disciplinae. Brevissime Accommodata. Herder Verlag, Freiburg 1862).
- Questiones Mechlinienses in rubricas breviarii et missalis romani: provinciis foederatis Americae septentrionalis adaptatae. F. Pustet, New York 1887.
- Historical Sketch of St. Joseph’s Provincial Seminary, Troy, N. Y. The United States Catholic historical society, New York 1905 (online).